# Ulrike Kleindl
Ulrike Kleindl, nach Heirat Ulrike Beierl (* 27. Mai 1963 in Graz), ist eine ehemalige österreichische Leichtathletin.

## Sportliche Karriere
Ulrike Kleindl startete für den SV Schwechat. Bei den Österreichischen Staatsmeisterschaften gewann sie von 1988 bis 1990 dreimal den Titel im Weitsprung. Von 1987 bis 1989 wurde sie dreimal Meisterin mit der 4-mal-100-Meter-Staffel. Im 100-Meter-Hürdenlauf siegte sie 1987 als Ulrike Kleindl sowie 1990 und 1991 als Ulrike Beierl. Hinzu kamen vier Hallentitel über 60 Meter Hürden und einer im Weitsprung.
Am 24. Juli 1988 sprang Kleindl in Ebensee 6,67 Meter und übertraf damit den zwölf Jahre alten Landesrekord von Hannah Kleinpeter. 1991 wurde Kleindl als österreichische Rekordlerin von Ljudmila Ninova abgelöst.
1988 bei den Halleneuropameisterschaften in Budapest trat Kleindl über 60 Meter Hürden an und erreichte das Halbfinale. Bei den Olympischen Spielen 1988 in Seoul sprang Kleindl in der Weitsprung-Qualifikation 6,13 Meter und schied als 22. aus.

## Familie
Ihre Tochter Katrin Beierl nahm als Bobfahrerin an Olympischen Spielen teil.